# Хавијер Сотомајор
Хавијер Сотомајор Санабрија (шп. Javier Sotomayor Sanabria; Лимонар, 13. октобар 1967) је бивши кубански атлетичар светски првак, рекордер и олимпијски победник у скоку увис.
Висок је 1,94 м. У 16 години 1984. године поставио је светски рекорд у Хавани, прескочивши 2,33 м. На Олимпијским играма те године није учествовао због кубанског бојкота Олимпијских игара. На Олимпијским играма у Барселони 1992. освојио је златну медаљу.
У Саламанци 1993. године поново је оборио светски рекорд, прескочивши 2,45 м.
Каријеру је завршио дисквалификацијом због допига на Светском првенству 2001. у Едмонтону

## Резултати
Олимпијске игре
- Златна медаља  Барселона 1992
- Сребрна медаља Сиднеј 2000

Светско првенство на отвореном
- Сребрна медаља Токио 1991
- Златна медаља  Штутгарт 1993
- Сребрна медаља Гетеборг 1995
- Златна медаља  Атина 1997

Светско првенство у дворани
- Златна медаља  Будимпешта 1989
- Бронзана медаља Севиља 1991
- Златна медаља  Торонто 1993
- Златна медаља  Барселона 1995
- Златна медаља  Маебаши 1999.

Светске атлетске игре
- Сребрна медаља Париз 1985

Панамеричке игре
- Златна медаља Винипег 1999

## Светски рекорди
- 2,43 м 4. март 1989. у Будимпешти, Мађарска
- 2,44 м 1989. Сан Хуан Порторико
- 2,45 м 27. јули 1993. у Саламанка, (Шпанија)